# Batalla de Ratisbona
La batalla de Ratisbona, también llamada la batalla de Regensburg, de las guerras napoleónicas fue librada el 23 de abril de 1809 entre los ejércitos del Primer Imperio francés, liderado por Napoleón I, y el del Imperio austríaco, liderado por el Archiduque Carlos. La batalla fue parte del último enfrentamiento de la fase de Baviera de la campaña de 1809. Una breve defensa de la ciudad y la instalación de un pontón en el este, permitieron al ejército austríaco escapar hacia Bohemia. Durante el asalto, el Mariscal Jean Lannes lideró sus tropas en la toma de la muralla de la ciudad, y Napoleón fue herido en el tobillo por un pequeño disparo de artillería. El disparo, proveniente desde una gran distancia, no hirió de gravedad al emperador; pero le causó una contusión.

## Preludio
Tras su victoria en Eckmühl el 22 de abril, Napoleón convocó su primer consejo de guerra, donde se decidió detener el avance del ejército a 18 kilómetros al sur de la ciudad de Ratisbona (la cual había sido capturada por los austríacos dos días antes). Esa noche, el principal ejército austríaco (el I-IV Korps y el I Korps de reserva) comenzaron a mover su equipo pesado a través del vital puente de piedra de la ciudad sobre el Danubio, mientras que un puente de pontón fue armado dos kilómetros río abajo hacia el este para las tropas. Cinco batallones del II Cuerpo defendieron la ciudad, mientras que 6.000 unidades de caballería y algunos batallones de infantería se encargaron de cuidar el terreno alto afuera.

## Batalla
Al amanecer del 23 de abril, los franceses avanzaron en un movimiento de pinza hacia Ratisbona, con el general Louis-Pierre Montbrun viniendo desde el suroeste y Napoleón viniendo desde el sur. Aproximadamente a las 9:00 a. m. 10.000 unidades de caballería francesa, lideradas por dos divisiones de coraceros del general Étienne Nansouty, atacaron a la caballería austríaca, que pese a realizar cargas mal coordinadas pudieron aguantar la embestida de las fuerzas francesas durante casi tres horas para propiciar la huida de su ejército, antes de retirarse. Fue solo después de esto que los franceses descubrieron el puente pontón, pero los últimos defensores pudieron aguantar y cortar las cuerdas que lo sujetaban para evitar que los franceses lo usaran.

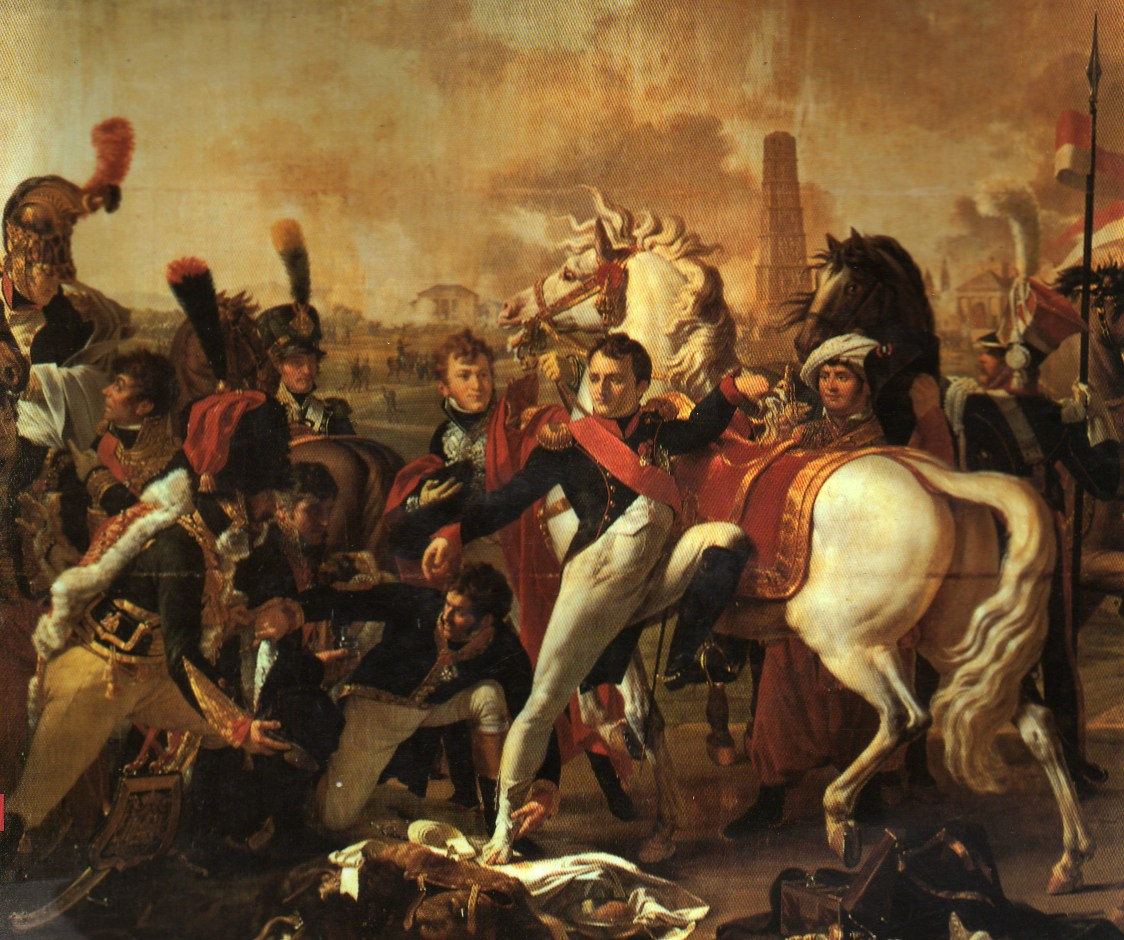
Pintura de Napoleón donde se lo muestra siendo herido, incorrectamente, en el pie derecho

Para el mediodía la infantería francesa había llegado al lugar y se formó alrededor de las defensas medievales de la ciudad. Se le entregó la responsabilidad de su captura al Mariscal Lannes, y la artillería comenzó a abrir fuego mientras que la infantería se enfrentaba a las tropas austríacas en los suburbios de la ciudad. Dos asaltos de infantería sobre las puertas principales habían fracasado, trayendo consigo muchas bajas, cuando a las 3:00 p. m. el general Heri Gatien Bertrand, comandante de los cuerpos de ingenieros, logró abrir una brecha en los muros con artillería pesada cerca de la puerta Straubing. Cuando Napoleón se acercó a observar la brecha, recibió un pequeño balazo en su pie izquierdo pero pudo subirse a su caballo y cabalgar de vuelta, tranquilizando a sus ansiosas tropas. Seguidamente, tres grupos con escaleras de asedio fracasaron en sus intentos de trepar el muro dañado. Cuando para el cuarto intento de subir la muralla los hombres de Lannes ya no eran capaces de hacerlo, Lannes tomó una escalera por su propia cuenta, y en medio de un vergonzoso silencio gritó, exasperado,: «¡Les voy a mostrar que yo era un granadero antes de ser mariscal, y aún lo sigo siendo!». Tomó la escalera y se abalanzó contra la muralla, pero fue detenido por sus asistentes. Sus tropas, avergonzadas por la desesperación de su líder, cargaron hacia la muralla. El cuarto grupo de asalto tomó las murallas y en minutos las tropas francesas estaban descendiendo sobre Ratisbona.
Se libró una batalla calle por calle durante varias horas hasta que los franceses pudieron asegurar y comenzar a saquear la parte sur de la ciudad. El puente fue defendido ferozmente por el 1.er batallón del 15.º Regimiento de Infantería desde la garita norte hasta las 9:00 p. m., momento en el que los defensores abandonaron sus posiciones, y los franceses pudieron llegar al suburbio norte de Stadt-am-Hof. Los últimos 300 defensores se rindieron poco después de esto.

## Consecuencias
Los heridos del bando francés, incluyendo a Napoleón quién recibió un disparo en el pie, fueron entre 1.500 y 2.000, mientras que las bajas austríacas, entre heridos, capturados y muertos, alcanzaron por lo menos los 6.000 hombres. Tras enviar al mariscal Davout a proteger la ribera norte del río Danubio, las fuerzas de Napoleón quedaron liberadas para avanzar sobre Viena.

## En literatura
El poema de Robert Browning, Incidente en el campamento francés, tiene lugar durante la batalla de Regensburg en las guerras napoleónicas.